# Црква Светог пророка Илије у Сирчи
Црква Светог пророка Илије у Сирчи, насељеном месту на територији града Краљева, припада Епархији жичкој Српске православне цркве.
Црква је подигнута у периоду од 1875. до 1877. године. У Цркви се налази иконостас који је пренесен из манастира Жиче. Храм је више пута обнављан, али је временом бивао оштећен. Доласком новог пароха Драгана Јовића, 2010. године, заједно са црквеним одбором отпочела је кампања за обнову цркве. Мештани ове парохије, разни донатори, фирме, град Краљево су се у великом броју прикључили и својим средствима помогли велики део обнове. Постављен је нови кров са комплетном кровном конструкцијом, урађена је нова фасада, постављена нова капија, порта је ограђена са новом украсном оградом, саграђена нова чесма, саграђен мокри чвор и нова капела. 
У порти цркве се налази звонара-споменик погинулим ратницима ослободилачких ратова од 1912. до 1920. године.